# Rhomphaea cometes
Rhomphaea cometes är en spindelart som beskrevs av Ludwig Carl Christian Koch 1872. Rhomphaea cometes ingår i släktet Rhomphaea och familjen klotspindlar. Inga underarter finns listade i Catalogue of Life.